# OhmyNews
OhmyNews (오마이뉴스) es un diario electrónico en línea de Corea del Sur, fundado en 2000 por el periodista Oh Yeon Ho. 
El proyecto, que tiene ediciones en coreano, inglés y japonés, es considerado uno de los hitos del llamado Periodismo 3.0, periodismo participativo, periodismo ciudadano y que incluso se ha llegado a llamar periodismo democrático, y se encuentra entre los sitios de internet más visitados de su país.
La idea central de este medio de comunicación es que los propios lectores sean los autores de las noticias. Para ello, OhmyNews tiene desarrollado un sistema de registro que le brinda al lector la posibilidad de enviar y leer sus noticias.
El diario cuenta con un equipo de redacción llamado "News Guerilla" que revisa, edita, y en caso necesario, pide complementar e incluso rechaza las colaboraciones enviadas por los periodistas ciudadanos (nombre que el proyecto les da a los lectores registrados). Alrededor del 70% de los contenidos del portal está compuesto por las colaboraciones de los lectores.

## Posición política
OhmyNews se considera sistemáticamente liberal y progresista. Esto contrasta con los liberales algo más moderados Hankyoreh y Kyunghyang.
También se considera antiimperialista, antirracista y antixenófobo. Sin embargo, el nacionalismo de izquierdas antichino/antijaponés es habitual entre los liberales surcoreanos. El sitio también critica en general el «nacionalismo hegemónico» de los gobiernos chino y japonés, y apoya el «nacionalismo de resistencia». El sitio critica duramente y se opone al sentimiento antijaponés y antichino que se expresa como racismo y no como antiimperialismo. 'OhmyNews'' no es antiestadounidense, pero a menudo critica la política exterior de EE. UU.
Se opone a la mejora de las Relaciones Japón-Corea del Sur y se muestra especialmente negativo respecto a la cooperación en el sector militar. En 2022, un artículo de OhmyNews criticó el esfuerzo de Estados Unidos por mejorar las relaciones entre Japón y Corea del Sur para contrarrestar a China por considerar que sacrificaba a Corea del Sur.

## Historia

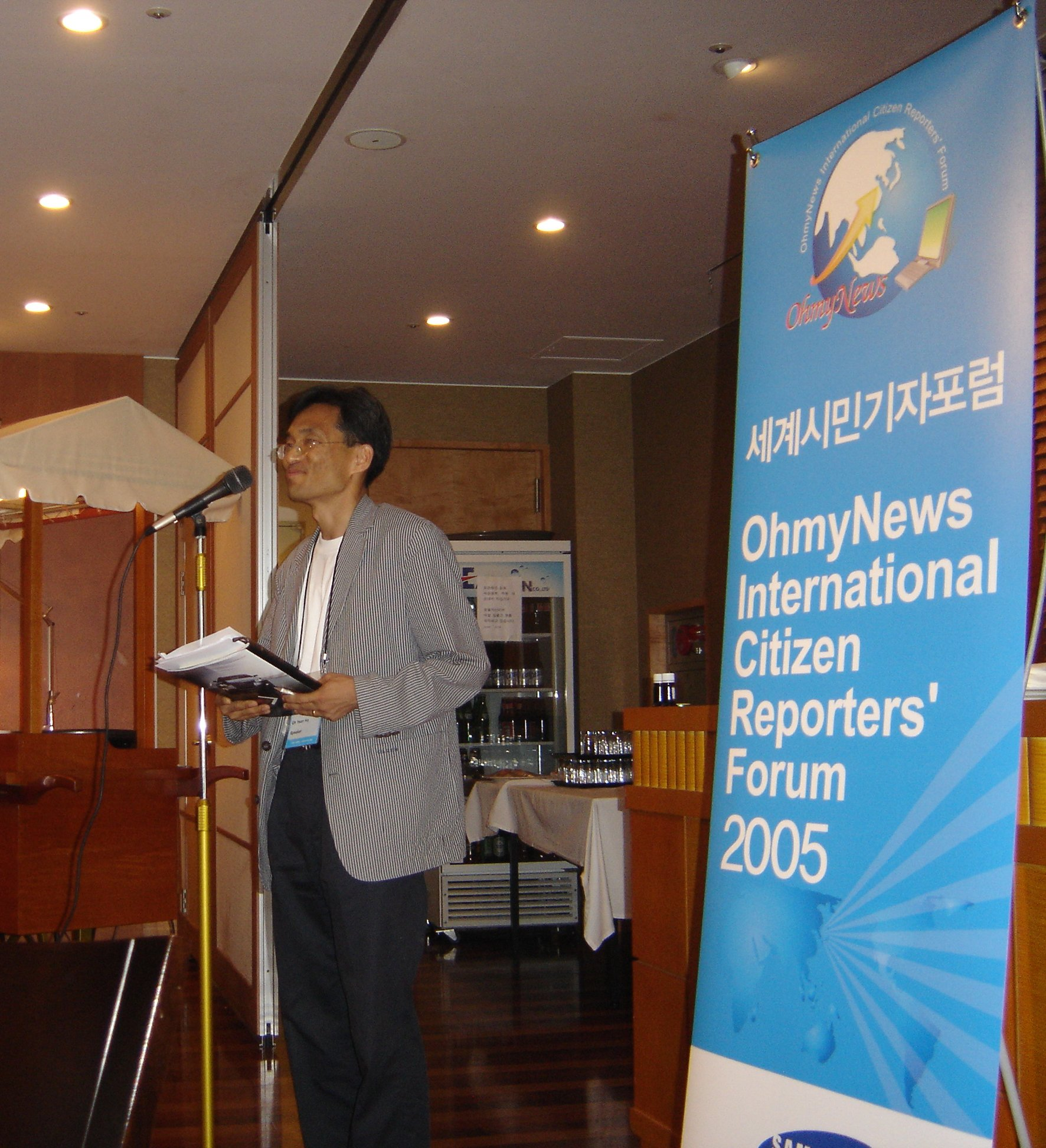
Oh Yeon Ho

OhmyNews influyó en la determinación del resultado de las elecciones presidenciales surcoreanas de 2002. Tras ser elegido, el presidente Roh Moo-hyun concedió su primera entrevista a OhmyNews.
OhmyNews International es un periódico en línea en inglés que presenta artículos de «reportero ciudadano» escritos por colaboradores de todo el mundo. Su contenido es casi 100% reportero ciudadano.
El 22 de febrero de 2006, OhmyNews y la empresa japonesaese Softbank firmaron un contrato de inversión valorado en 11 millones de dólares. En 2006, OhmyNews empezó a construir un sitio de periodismo ciudadano-participativo con sede en Japón llamado OhmyNews Japan, que se lanzó el 28 de agosto con un famoso periodista japonés y otros 22 empleados que trabajaban bajo la dirección de diez reporteros. Los artículos de estos periodistas fueron objeto de muchas críticas; el 17 de noviembre de 2006, el periódico puso fin al aspecto de participación ciudadana. El periódico surcoreano admitió que OhmyNews Japan había fracasado. En julio de 2008, todo el personal de OhmyNews Japan fue despedido, y a finales de agosto el sitio había dejado de funcionar.
El II Foro de Reporteros Ciudadanos fue organizado por OhmyNews en Seúl (Corea) del 12 al 15 de julio de 2006.
«Los conservadores son importantes para nuestro funcionamiento. Se les otorga una gran confianza. Para mantener la credibilidad entre los miembros de nuestro equipo, los nuevos conservadores se incorporan por recomendación de los ya existentes. E incluso entre los conservadores tenemos distintos niveles en función de su experiencia y contribuciones. Así mantenemos un nivel constante de calidad y credibilidad ante nuestros lectores».
Durante la declaración de la ley marcial en 2024, un transmisión en directo de OhmyNews captó al portavoz adjunto del Partido Demócrata Ahn Gwi-ryeong enfrentándose a un soldado con un rifle, lo que fue visto por millones de personas en X (antes Twitter).

### Financiación
OhmyNews está perdiendo características originales como medio alternativo-independiente en independencia financiera. Según Oh Yeon-ho, «entre el 70% y el 80% de nuestros ingresos proceden de la publicidad corporativa y los patrocinios. En cambio, las contribuciones de los lectores sólo sumaban el cinco por ciento de los ingresos totales». Oh también dijo: «No hemos recibido ni un céntimo del gobierno de Lee Myung-bak por publicidad del gobierno central» Sin embargo, un informe del gobierno a la Asamblea Nacional en 2009 reveló que OhmyNews recibió 120 millones de won (aproximadamente 100.000 dólares) por publicidad gubernamental entre febrero de 2008 y julio de 2009. Un informe de ''OhmyNews'' también indicaba que habían recibido unos 870 millones de wones (aproximadamente 900.000 dólares) por publicidad gubernamental entre 2003 y 2007 introduciendo informes oficiales del Gobierno en la Asamblea Nacional.
Un medio alternativo, Pressian, informó de las declaraciones de Oh: «Respeto a Samsung como principal socio comercial», e introdujo que cerca del 20% de los ingresos totales por publicidad y cooperación de ''OhmyNews'' proceden desde hace años de Samsung, la mayor corporación empresarial de Corea.
El 8 de julio de 2009, Oh Yeon-ho reveló que OhmyNews estaba perdiendo hasta 700 millones de wons anuales, e hizo un llamamiento a los usuarios del sitio web para que se unieran a un plan de suscripción voluntaria.

## OhmyNews Internacional
En septiembre de 2010, OhmyNews Internacional cambió su formato de periodismo ciudadano para convertirse en un foro sobre periodismo ciudadano. Verificar hechos de todo el mundo se hizo demasiado difícil. El antiguo sitio es un archivo y no acepta nuevos artículos.